# Lanquetot
Lanquetot là một xã thuộc tỉnh Seine-Maritime trong vùng Normandie miền bắc nước Pháp.

## Huy hiệu
| Arms of Lanquetot | The arms of Lanquetot are blazoned: Gules, in fess 2 garbs between 2 leopards respectant and 2 weaver's shuttles in saltire Or. |

## Dân số
| Năm | 1962 | 1968 | 1975 | 1982 | 1990 | 1999 | 2006 |
| --- | ---- | ---- | ---- | ---- | ---- | ---- | ---- |
| Dân số | 714  | 824  | 907  | 1063 | 1000 | 1004 | 1029 |
| From the year 1962 on: No double counting—residents of multiple communes (e.g. students and military personnel) are counted only once. |      |      |      |      |      |      |      |